# 宮崎村 (愛知県幡豆郡)
宮崎村（みやざきむら）はかつて愛知県幡豆郡にあった村である。現在は西尾市の一部になっている。

## 歴史
- 1889年（明治22年）10月1日 - 村制により宮崎村となる。
- 1906年（明治39年）5月1日 - 吉田村、保定村と合併し、改めて吉田村が発足。同日宮崎村廃止。